# Kahoka
Kahoka település az Amerikai Egyesült Államok Missouri államában, Clark megyében, melynek megyeszékhelye is. Lakosainak száma 1961 fő (2020. április 1.).

## Története
Kahokát 1858-ban alapították. A város nevét az Illiniwek vagy Illinois-i Konföderáció történelmi Cahokia törzséről kapta, amely a Mississippi folyó mindkét partján ezen a területen élt.

## Népesség
A település népességének változása:

| 2010 | 2 078 |
| 2020 | 1 961 |